# Ottendorf (Gemeinde Strengberg)
Ottendorf ist eine Ortschaft und eine Katastralgemeinde der Gemeinde Strengberg im Bezirk Amstetten in Niederösterreich.

## Geschichte
Laut Adressbuch von Österreich waren im Jahr 1938 in Ottendorf ein Binder, zwei Müller, ein Sägewerk, ein Schmied und einige Landwirte ansässig.

## Siedlungsentwicklung
Zum Jahreswechsel 1979/1980 befanden sich in der Katastralgemeinde Ottendorf insgesamt 96 Bauflächen mit 37705 m² und 66 Gärten auf 223505 m², 1989/1990 waren es bereits 124 Bauflächen. 1999/2000 war die Zahl der Bauflächen auf 132 angewachsen und 2009/2010 waren es 88 Gebäude auf 144 Bauflächen.

## Landwirtschaft
Die Katastralgemeinde ist landwirtschaftlich geprägt. 514 Hektar wurden zum Jahreswechsel 1979/1980 landwirtschaftlich genutzt und 38 Hektar waren forstwirtschaftlich geführte Waldflächen. 1999/2000 wurde auf 529 Hektar Landwirtschaft betrieben und 38 Hektar waren als forstwirtschaftlich genutzte Flächen ausgewiesen. Ende 2018 waren 499 Hektar als landwirtschaftliche Flächen genutzt und Forstwirtschaft wurde auf 54 Hektar betrieben. Die durchschnittliche Bodenklimazahl von Ottendorf beträgt 43,2 (Stand 2010).